# 화 (성씨)
화씨는 성씨의 하나이다.

## 꽃 화 花
화(花)씨는 중국 백가성 제55위이다. 

## 될 화 化
화(化)씨는 2015년 대한민국 통계청 인구조사에서 915명으로 조사되었다.
세종실록지리지에 화(化)씨는 전라도 나주목(羅州牧) 여황(艅艎)의 성으로 기록되어 있다.
《조선씨족통보》에 복룡·여황 2본이 기록되어 있으나, 모두 전라도 나주목에 속해 있던 지명이다. 현재 조사되는 본관은 진양(晋陽), 나주(羅州), 복룡(伏龍), 여황(餘艎) 등 4본이 있다. 
진양 화씨(晋陽化氏)의 시조 화명신(化明臣)은 중국 명(明)나라 낭야(瑯琊) 사람으로 조선 성종 때 조선에 귀화했다. 화명신의 본래의 성은 화(花)씨이며 본래의 이름은 화광신(花光新)였다고 한다. 그는 명나라 중엽 이부상서(吏部尙書)를 지냈다. 만주의 여진족이 강성해지면서 북경을 점령한 청군(淸軍)이 낭야(瑯琊)에까지 밀려들자 화명신(化明臣)은 "어진 사람은 기회를 알고 행(行)한다"며 '예의의 나라' 조선으로 일가를 이끌고 망명하여 광주(廣州) 교외의 소영대(沼靈臺)에 터를 잡고 정착, 이름도 성도 숨기고 살았다고 한다. 조선 성종이 "중국의 화(花)씨가 조선에 귀화한 것은 향화(向化)의 의리"라며 화(化)씨를 성으로 내리고 경성군(慶城君)에 봉하였다고 한다. 그는 도승지(都承旨)에 기용됐다. 그러나 득성(得姓) 시조 화명신 이후 사성보첩(賜姓譜牒)을 잃었다. 헌종 때 후손들이 안동부(安東府)에 보존돼 있는 족보를 가까스로 찾아냈으나 원본이 크게 훼손돼 정확한 선계(先系)를 밝히지는 못하고 화명신(化明臣)의 6대손 화섭(化燮)을 1세조로 하여 세계(世系)를 이어왔다. 화섭은 정유재란 때 공을 세웠으며 영월(寧越)에서 진주(晉州)로 이주하여 진양을 본관으로 삼아 세계를 이어오고 있다. 
1930년도 국세조사 당시 모두 39가구가 있었는데, 그 중 진주에 23가구, 의령에 3가구 등 모두 경상남도에만 살고 있었다. 1960년도 조사에서는 인구 246명이었고, 1985년 조사에서는 495가구, 1,990명으로 성씨 인구 144위였다. 2000년에는 진양 화씨 252가구, 824명, 나주 화씨 29가구, 101명, 복룡 화씨 4가구, 11명, 여황 화씨 7명 등 286가구, 945명이다.

## 화찬권
- 진주대아고등학교 졸업
- 경상국립대학교 법과대학 졸업
- ECC 영어학원 사업본부장 역임
- 한국외국인학교 관리국장 겸 재한외국인학교 운영협의회 사무총장 역임
- (주)와이비엠에듀 서울영어마을 사업본부장 역임
- (주)와이비엠교육 대표이사 역임
- (사)사회통합협의회 부회장
- (주)한국운남기업연합협회 부회장